# Франко Ольярі
Франко Ольярі (італ. Franco Ogliari, нар. 20 січня 1956, Ваяно-Кремаско) — італійський футболіст, що грав на позиції захисника.
Виступав, зокрема, за клуби «Дженоа» та СПАЛ, а також молодіжну збірну Італії.

## Клубна кар'єра
Народився 20 січня 1956 року в місті Ваяно-Кремаско. Вихованець футбольної школи клубу «Фульгоркаві Латіна».
У дорослому футболі дебютував 1975 року виступами за команду клубу «Фульгоркаві Латіна» з Серії D, в якій провів один сезон, взявши участь у 34 матчах чемпіонату. Своєю грою за цю команду привернув увагу представників тренерського штабу клубу «Дженоа» з Серії A, до складу якого приєднався 1976 року. Відіграв за генуезький клуб наступні три сезони своєї ігрової кар'єри. Більшість часу, проведеного у складі «Дженоа», був основним гравцем захисту команди. Зіграв 50 матчів у вищому дивізіоні італійського чемпіонату, а потім продовжував виступи за команду у Серії B.
1979 року уклав контракт з клубом СПАЛ, у складі якого провів наступні чотири роки своєї кар'єри гравця. У 1980 році у зіткненні з гравцем «Мілана» Франко Барезі отримав серйозну травму, перелом великої та малої гомілкової кістки. У складі команди залишався до 1983 року, але продовження ігрової кар'єри було під питанням. Протягом 1983—1984 років захищав кольори команди клубу «Санремезе». Завершив професійну ігрову кар'єру у клубі «Форлі», за команду якого виступав протягом 1984—1985 років.

## Виступи за збірну
Протягом 1977–1978 років залучався до складу молодіжної збірної Італії. На молодіжному рівні зіграв у 2 офіційних матчах (з 11-ти поєдинків, для участі в яких був викликаний). Брав участь у кваліфікації молодіжного чемпіонату Європи 1978 року та був включений до складу італійців для участі у фінальній частині цього змагання.